# فهرست آثار ملی شهرستان خرم‌بید
فهرست آثار ملی شهرستان خرم‌بید  بخشی از آثار ملی استان فارس در ایران است.
آثار ثبت‌شده شهرستان در این فهرست شامل ۸۲ اثر است.

## فهرست
| کد ثبتی | نام                           | شهر    | موقعیت جغرافیایی | طول و عرض جغرافیایی | سال ثبت    | قدمت                               | نگاره    |
| ------- | ----------------------------- | ------ | --- | ------------------- | ---------- | ---------------------------------- | -------- |
| ۳۴۳۶    | تل جنگی                       | خرم‌بید | شهرستان خرم بید، روستای قاضیان، سه راه خرمی به انارک                                                                      |                     | ۱۳۷۹/۱۲/۲۵ | ساسانی ـ اسلامی                    |          |
| ۴۵۴۰    | کاروان‌سرای ده بید             | خرم‌بید | شهرستان خرم بید، ده بید، خیابان اصلی                                                                                      |                     | ۱۳۸۰/۱۰/۱۱ | قاجاریه                            |          |
| ۸۴۹۰    | قبر یعقوب                     | خرم‌بید | شهرستان خرم بید بخش قادر آباد، دهستان مادر سلیمان پاسارگاد، شمال محوطه مقدس و تل خاری                                     |                     | ۱۳۸۲/۰۲/۰۹ | هخامنشی ـ اسلامی                   |          |
| ۸۴۹۱    | تل نخودی                      | خرم‌بید | شهرستان خرم بید، بخش قادر آباد، دهستان مادر سلیمان مابین روستای ابوالوردی و مقبره کوروش                                   |                     | ۱۳۸۲/۰۲/۰۹ | پیش از تاریخ                       |          |
| ۸۴۹۲    | تپه دوتلان                    | خرم‌بید | شهرستان خرم بید، بخش قادر آباد، دهستان مادر سلیمان ۳ کیلومتری شرق محوطه تاریخی پاسارگاد، ضلع شرقی                         |                     | ۱۳۸۲/۰۲/۰۹ | پیش از تاریخ ـ تاریخی ـ اسلامی     |          |
| ۸۴۹۳    | تپه سه‌آسیاب                   | خرم‌بید | شهرستان خرم بید، بخش قادر آباد، دهستان مادر سلیمان پاسارگاد، ضلع غربی رودخانه پولوار                                      |                     | ۱۳۸۲/۰۲/۰۹ | پیش از تاریخ                       |          |
| ۸۴۹۴    | تپه تاریخی تنگ بولاغی         | خرم‌بید | شهرستان خرم بید، بخش قادر آباد دهستان مادر سلیمان تنگ بولاغی، سمت شرقی رودخانه پولوار                                     |                     | ۱۳۸۲/۰۲/۰۹ | هخامنشی                            |          |
| ۸۴۹۵    | راه شاهی                      | خرم‌بید | شهرستان خرم بید، بخش قادر آباد، دهستان مادر سلیمان، تنگ بولاغی کنار رودخانه بولوار                                        |                     | ۱۳۸۲/۰۲/۰۹ | هخامنشی                            | راه شاهی |
| ۸۴۹۶    | تل تخت گووگ                   | خرم‌بید | شهرستان خرم بید، بخش قادر آباد، دهستان مادر سلیمان شمال محوطه پاسارگاد به فاصله صدمتری محوطه مقدس                         |                     | ۱۳۸۲/۰۲/۰۹ | هخامنشی                            |          |
| ۸۴۹۷    | تل خاری                       | خرم‌بید | شمال محوطه مقدس و شرق جاده آسفالته ابوالوردی به جاده اصفهان                                                               |                     | ۱۳۸۲/۰۲/۰۹ | پیش از تاریخ                       |          |
| ۸۴۹۸    | تل بین جاده‌ای                 | خرم‌بید | شهرستان خرم بید، بخش قادرآباد، دهستان مادرسلیمان کیلومتر۵ جاده اصفهان، شیراز                                              |                     | ۱۳۸۲/۰۲/۰۹ | هخامنشی                            |          |
| ۸۴۹۹    | محوطه مقدس (پاسارگاد)         | خرم‌بید | شهرستان خرم بید، بخش قادر آباد دهستان مادر سلیمان شمال محوطه تاریخی پاسارگاد، شرق تل گووگ                                 |                     | ۱۳۸۲/۰۲/۰۹ | هخامنشی                            |          |
| ۲۱۴۲۰   | آسیاب‌های سرچشمه بناب          | خرم‌بید | شهرستان خرم بید، بخش مشهد مرغاب                                                                                           |                     | ۱۳۸۶/۱۲/۰۷ | قاجاریه                            |          |
| ۲۱۴۲۱   | آسیاب خیرآباد                 | خرم‌بید | شهرستان خرم بید، بخش مشهد مرغاب، دهستان شهیدآباد، ۱۲۰۰ م جنوب روستای خیرآباد                                              |                     | ۱۳۸۶/۱۲/۰۷ | پهلوی                              |          |
| ۲۱۴۲۲   | قلعه پیر قنبر                 | خرم‌بید | شهرستان خرم بید، بخش مشهد مرغاب، کوه پیر قنبر                                                                             |                     | ۱۳۸۶/۱۲/۰۷ | ساسانی                             |          |
| ۲۱۴۲۳   | محوطه خیرآباد                 | خرم‌بید | شهرستان خرم بید، بخش مشهد مرغاب، دهستان شهید آباد، دو کیلومتری جنوب روستای خیرآباد                                        |                     | ۱۳۸۶/۱۲/۰۷ | میان سنگی                          |          |
| ۲۱۴۲۴   | خرفخانه‌های گردنه شهیدآباد     | خرم‌بید | شهرستان خرم بید، بخش مشهد مرغاب، دهستان شهید آباد، ارتفاعات گردنه شهید آباد                                               |                     | ۱۳۸۶/۱۲/۰۷ | اشکانی ـ ساسانی                    |          |
| ۲۱۴۲۵   | میل استودانهای مرغاب          | خرم‌بید | شهرستان خرم بید، بخش مشهد مرغاب، ۱/۵ کیلومتری شمال غرب شهر مرغاب                                                          |                     | ۱۳۸۶/۱۲/۰۷ | ساسانی                             |          |
| ۲۱۴۲۶   | آسیاب دیدگان                  | خرم‌بید | شهرستان خرم بید، بخش مشهد مرغاب، ۵۰۰ م جنوب جاده مشهد مرغاب به دهبید، نرسیده به دو راهی بوانات                            |                     | ۱۳۸۶/۱۲/۰۷ | قرون متاخر اسلامی                  |          |
| ۲۱۴۲۷   | تل مزیدی ۱                    | خرم‌بید | شهرستان خرم بید، بخش مشهد مرغاب، شمال دشت علفی، سمت جنوب تنگ حنا                                                          |                     | ۱۳۸۶/۱۲/۰۷ | هخامنشی                            |          |
| ۲۱۴۲۸   | سه دشت علفی۲                  | خرم‌بید | شهرستان خرم بید، بخش مشهد مرغاب، یک کیلومتری شمال دشت علفی                                                                |                     | ۱۳۸۶/۱۲/۰۷ | هخامنشی                            |          |
| ۲۱۴۲۹   | مسجد جامع خرمی                | خرم‌بید | شهرستان خرم بید، بخش مرکزی، شهر صفاشهر، محله پایین                                                                        |                     | ۱۳۸۶/۱۲/۰۷ | قاجاریه                            |          |
| ۲۱۴۳۰   | آسیاب سینه قصر یعقوب          | خرم‌بید | شهرستان خرم بید، بخش مرکزی، دهستان خرمی ۱/۲ک. م جنوب شرق روستای قصر یعقوب                                                 |                     | ۱۳۸۶/۱۲/۰۷ | قرون متاخر اسلامی                  |          |
| ۲۱۴۳۲   | تل قلعه خمگاه                 | خرم‌بید | شهرستان خرم بید، بخش مرکزی، ۹ کیلومتری شمال شرق روستای معدن سنگ انگورک، منطقه خمگاه                                       |                     | ۱۳۸۶/۱۲/۰۷ | قرون میانه اسلامی                  |          |
| ۲۱۴۳۳   | پناهگاه تنگ گنجک              | خرم‌بید | شهرستان خرم بید، بخش مشهد مرغاب، دهستان شهید آباد                                                                         |                     | ۱۳۸۶/۱۲/۰۷ | پارینه سنگی جدید ـ فرا پارینه سنگی |          |
| ۲۱۴۳۴   | محوطه دشت احمد بیگی           | خرم‌بید | شهرستان خرم بید، بخش مشهد مرغاب، شمال دشت احمد بیگی                                                                       |                     | ۱۳۸۶/۱۲/۰۷ | هزاره ۳ و ۴ق‌م ـ هخامنشی ـ ساسانی   |          |
| ۲۱۴۳۵   | سد بستان خالی                 | خرم‌بید | شهرستان خرم بید، بخش مشهد مرغاب، دهستان شهید آباد، ۱/۵ کم جنوب روستای یاس چمن                                             |                     | ۱۳۸۶/۱۲/۰۷ | هخامنشی                            |          |
| ۲۱۴۳۶   | گورستان خیرآباد               | خرم‌بید | شهرستان خرم بید، بخش مشهد مرغاب، دهستان شهیدآباد، یک کیلومتری جنوب روستای خیرآباد                                         |                     | ۱۳۸۶/۱۲/۰۷ | اشکانی ـ ساسانی                    |          |
| ۲۱۴۳۷   | تل قلعه قاضیان                | خرم‌بید | شهرستان خرم بید، بخش مرکزی، دهستان خرمی، ۵ کیلومتری جنوب شرقی روستای قاضیان                                               |                     | ۱۳۸۶/۱۲/۰۷ | قرون میانه اسلامی                  |          |
| ۲۱۴۳۸   | تل قلعه چوشون                 | خرم‌بید | شهرستان خرم بید، بخش مشهد مرغاب، دهستان شهید آباد، یک کیلومتری جنوب شرق روستای احمدآباد                                   |                     | ۱۳۸۶/۱۲/۰۷ | ساسانی                             |          |
| ۲۱۴۳۹   | غار تنگ حنا                   | خرم‌بید | شهرستان خرم بید، بخش مشهد مرغاب، انتهای تنگ حنا                                                                           |                     | ۱۳۸۶/۱۲/۰۷ | پارینه سنگی جدید ـ فرا پارینه سنگی |          |
| ۲۱۴۴۰   | معدن سنگ شهیدآباد             | خرم‌بید | شهرستان خرم بید، بخش مشهد مرغاب، دهستان شهید آباد، سمت راست اتوبان شهر مرغاب به صفاشهر                                    |                     | ۱۳۸۶/۱۲/۰۷ | هخامنشی                            |          |
| ۲۱۴۴۱   | گوردخمه قصر یعقوب             | خرم‌بید | شهرستان خرم بید، بخش مرکزی، دهستان خرمی، ۶۰ م شمال روستای قصر یعقوب                                                       |                     | ۱۳۸۶/۱۲/۰۷ | ساسانی                             |          |
| ۲۱۴۴۲   | تپه دشت بناب ۴                | خرم‌بید | شهرستان خرم بید، بخش مشهد مرغاب                                                                                           |                     | ۱۳۸۶/۱۲/۰۷ | هخامنشی ـ ساسانی                   |          |
| ۲۱۴۴۳   | تپه دشت بناب ۱                | خرم‌بید | شهرستان خرم بید، بخش مشهد مرغاب، دو کیلومتری شمال غرب کارخانه یک و یک مرغاب                                               |                     | ۱۳۸۶/۱۲/۰۷ | ساسانی                             |          |
| ۲۱۴۴۴   | تپه گنبد اونیل                | خرم‌بید | شهرستان خرم بید، بخش مشهد مرغاب، دهستان شهید آباد، ۱۰۰ م شمال روستای خیرآباد                                              |                     | ۱۳۸۶/۱۲/۰۷ | قرون میانه اسلامی                  |          |
| ۲۱۴۴۵   | تل باغور خورگان               | خرم‌بید | شهرستان خرم بید، بخش مشهد مرغاب، دهستان شهید آباد، ۷۰۰ م شرق روستای خورگان                                                |                     | ۱۳۸۶/۱۲/۰۷ | هخامنشی ـ ساسانی                   |          |
| ۲۱۴۴۶   | بند خاکی مرغاب                | خرم‌بید | شهرستان خرم بید، بخش مشهد مرغاب، ۵۰۰ م شمال غرب گلزار شهدا                                                                |                     | ۱۳۸۶/۱۲/۰۷ | هخامنشی                            |          |
| ۲۱۴۴۷   | آرامگاه خرمی                  | خرم‌بید | شهرستان خرم بید، بخش مرکزی، دهستان خرمی، ۱۰۰ م جنوب شرقی امامزاده شهداء                                                   |                     | ۱۳۸۶/۱۲/۰۷ | قرون میانه اسلامی                  |          |
| ۲۱۴۴۸   | بقعه عباس‌آباد                 | خرم‌بید | شهرستان خرم بید، بخش مشهد مرغاب، دهستان شهید آباد، ۲۰۰ م جنوب روستای عباس‌آباد                                             |                     | ۱۳۸۶/۱۲/۰۷ | قرون میانه اسلامی                  |          |
| ۲۱۴۴۹   | کاروان‌سرای شهیدآباد           | خرم‌بید | شهرستان خرم بید، بخش مشهد مرغاب، دهستان شهید آباد، ۳۰۰ م جنوب شرقی روستای شهیدآباد                                        |                     | ۱۳۸۶/۱۲/۰۷ | صفویه                              |          |
| ۲۱۴۵۰   | معدن سنگ دشت احمد بیگی        | خرم‌بید | شهرستان خرم بید، بخش مشهد مرغاب، کیلومتری ۳ جاده قدیم مشهد مرغاب به پاسارگاد، بر ارتفاعات دشت احمد بیگی                   |                     | ۱۳۸۶/۱۲/۰۷ | هخامنشی                            |          |
| ۲۱۴۵۱   | آسیاب چشمه مراد               | خرم‌بید | شهرستان خرم بید، بخش مرکزی، دهستان خرمی، ۲۰۰ م شمال غرب روستای قصر یعقوب                                                  |                     | ۱۳۸۶/۱۲/۰۷ | قرون متاخر اسلامی                  |          |
| ۲۱۴۵۲   | چهارطاقی قاضیان               | خرم‌بید | شهرستان خرم بید، بخش مرکزی، دهستان خرمی، ۵ کیلومتری جنوب شرقی روستای قاضیان                                               |                     | ۱۳۸۶/۱۲/۰۷ | قرون میانه اسلامی                  |          |
| ۲۱۴۵۳   | تل مقبره                      | خرم‌بید | شهرستان خرم بید، بخش مشهد مرغاب، دهستان شهیدآباد، دو کیلومتری شرق روستای یاس چمن                                          |                     | ۱۳۸۶/۱۲/۰۷ | ساسانی ـ قرون میانه اسلامی         |          |
| ۲۱۴۵۴   | تل سرچشمه بناب                | خرم‌بید | شهرستان خرم بید، بخش مشهد مرغاب، دهستان شهید آباد، کنار جاده آسفالته، شمال سرچشمه بناب                                    |                     | ۱۳۸۶/۱۲/۰۷ | قرون متاخر اسلامی                  |          |
| ۲۱۴۵۵   | سه شهیدآباد                   | خرم‌بید | شهرستان خرم بید، بخش مشهد مرغاب، دهستان شهید آباد، سمت راست اتوبان مشهد مرغاب به صفاشهر                                   |                     | ۱۳۸۶/۱۲/۰۷ | هخامنشی                            |          |
| ۲۱۴۵۶   | غار تنگ گنجک                  | خرم‌بید | شهرستان خرم بید، بخش مشهد مرغاب، دهستان شهید آباد، شمال شرقی تنگ گنجک                                                     |                     | ۱۳۸۶/۱۲/۰۷ | پارینه سنگی جدید ـ فرا پارینه سنگی |          |
| ۲۱۴۵۷   | محوطه تنگ حنا                 | خرم‌بید | شهرستان خرم بید، بخش مشهد مرغاب، ۲/۵ کم داخل تنگ حنا، سمت چپ رودخانه                                                      |                     | ۱۳۸۶/۱۲/۰۷ | قرون میانه اسلامی                  |          |
| ۲۱۴۵۸   | سد دشت علفی ۱                 | خرم‌بید | شهرستان خرم بید، بخش مشهد مرغاب، شمال شرق شهر قادرآباد، دشت علفی، کنارجاده آسفالته                                        |                     | ۱۳۸۶/۱۲/۰۷ | هخامنشی                            |          |
| ۲۱۴۵۹   | تل سیدی بیان                  | خرم‌بید | شهرستان خرم بید، بخش مشهد مرغاب، دهستان شهید آباد، ۸۰۰ م جنوب روستای بیان                                                 |                     | ۱۳۸۶/۱۲/۰۷ | هزاره دو و ۳ ق‌م ـ ساسانی           |          |
| ۲۱۴۶۰   | گورستان دلونظر                | خرم‌بید | شهرستان خرم بید، بخش مرکزی، دهستان قشلاق، جنوب روستای دلونظر                                                              |                     | ۱۳۸۶/۱۲/۰۷ | قاجاریه                            |          |
| ۲۱۸۴۶   | تپه دشت بناب ۲                | خرم‌بید | شهرستان خرم بید، بخش مشهد مرغاب، ۱/۵ کیلومتری شمال کارخانه یک و یک                                                        |                     | ۱۳۸۶/۱۲/۲۶ | ساسانی                             |          |
| ۲۱۸۴۷   | خرفخانه‌های دشت احمد بیگی      | خرم‌بید | شهرستان خرم بید، بخش مشهد مرغاب، دهستان شهید آباد، کیلومتری ۳ جاده قدیم مشهد مرغاب به پاسارگاد، بر ارتفاعات دشت احمد بیگی |                     | ۱۳۸۶/۱۲/۲۶ | اشکانی ـ ساسانی                    |          |
| ۲۱۸۴۸   | تپه نقاره لی یال              | خرم‌بید | شهرستان خرم بید، بخش مرکزی، دهستان خرمی، ۴ کیلومتری غرب امامزاده شهداء، جنوب مزرعه آقای اصغراکبری                         |                     | ۱۳۸۶/۱۲/۲۶ | قرون میانه اسلامی                  |          |
| ۲۱۸۵۰   | تل دشت علفی                   | خرم‌بید | شهرستان خرم بید، بخش مشهد مرغاب، شهر قادرآباد، کیلومتری ۳ جاده قدیم قادر آباد به خرم بید، سمت راست جاده                   |                     | ۱۳۸۶/۱۲/۲۶ | ساسانی                             |          |
| ۲۱۸۵۱   | تپه قنات نو                   | خرم‌بید | شهرستان خرم بید، بخش مشهد مرغاب، دهستان شهید آباد، ۳۰۰ م شرق روستای قنات نو                                               |                     | ۱۳۸۶/۱۲/۲۶ | ساسانی                             |          |
| ۲۱۸۵۲   | گورستان دشت علفی              | خرم‌بید | شهرستان خرم بید، بخش مشهد مرغاب، کوه‌های شرقی دشت علفی شهر قادرآباد                                                        |                     | ۱۳۸۶/۱۲/۲۶ | اشکانی ـ ساسانی                    |          |
| ۲۱۸۶۲   | پل شهیدآباد                   | خرم‌بید | شهرستان خرم بید، بخش مشهدمرغاب، دهستان شهیدآباد، ۳۰۰ م جنوب غربی روستای شهیدآباد                                          |                     | ۱۳۸۶/۱۲/۲۶ | صفویه                              |          |
| ۲۱۸۶۳   | گورستان کوه پیر قنبر          | خرم‌بید | شهرستان خرم بید، بخش مشهد مرغاب، دهستان شهیدآباد، ۱/۵ کیلومتری غرب دشت احمد بیگی، بر ارتفاعات کوه پیر قنبر                |                     | ۱۳۸۶/۱۲/۲۶ | اشکانی ـ ساسانی                    |          |
| ۲۱۸۶۴   | تپه چمیان                     | خرم‌بید | شهرستان خرم بید، بخش مشهد مرغاب، دهستان شهید آباد، ۳۰۰ م جنوب غربی روستای شهیدآباد                                        |                     | ۱۳۸۶/۱۲/۲۶ | صفویه                              |          |
| ۲۱۸۶۶   | تپه لای لربیان                | خرم‌بید | شهرستان خرم بید، بخش مشهد مرغاب، دهستان شهید آباد، دو کیلومتری غرب روستای بیان                                            |                     | ۱۳۸۶/۱۲/۲۶ | ساسانی                             |          |
| ۲۱۸۶۷   | تل کوره‌ای                     | خرم‌بید | شهرستان خرم بید، بخش مشهد مرغاب، دهستان شهیدآباد، دو کیلومتری جنوب روستای خیرآباد                                         |                     | ۱۳۸۶/۱۲/۲۶ | ساسانیان                           |          |
| ۲۱۸۷۹   | قبرستان عباس‌آباد              | خرم‌بید | شهرستان خرم بید، بخش مشهد مرغاب، دهستان شهید آباد، ۴۰۰ م جنوب روستای عباس‌آباد                                             |                     | ۱۳۸۶/۱۲/۲۶ | اواخر قاجاریه ـ اوایل پهلوی        |          |
| ۲۱۸۸۹   | گورستان توپی                  | خرم‌بید | شهرستان خرم بید، بخش مرکزی، دهستان قشلاق، دو کیلومتری مانده به روستای مشکان، جنوب جاده آسفالته                            |                     | ۱۳۸۶/۱۲/۲۶ | قرن ۷ و ۸ ق                        |          |
| ۲۱۸۹۰   | آرامگاه علی                   | خرم‌بید | شهرستان خرم بید، بخش مرکزی، دهستان قشلاق، ۱/۵ جنوب شرقی مشکان، کنار قبرستان قدیمی                                         |                     | ۱۳۸۶/۱۲/۲۶ | قرون میانه اسلامی                  |          |
| ۲۱۸۹۱   | گورستان مشکان                 | خرم‌بید | شهرستان خرم بید، بخش مرکزی، دهستان قشلاق، ۱/۵ کیلومتری جنوب شرقی روستای مشکان                                             |                     | ۱۳۸۶/۱۲/۲۶ | اواخر قاجاریه ـ اوایل پهلوی        |          |
| ۲۱۸۹۲   | گورستان سرتم                  | خرم‌بید | شهرستان خرم بید، بخش مشهد مرغاب، دهستان شهید آباد، شمال روستای سرتم، درکنار منازل مسکونی                                  |                     | ۱۳۸۶/۱۲/۲۶ | قاجاریه ـ اوایل پهلوی              |          |
| ۲۱۸۹۳   | تپه‌های خرمه                   | خرم‌بید | شهرستان خرم بید، بخش مرکزی، دهستان خرمی، ۵۰۰ م شرق امامزاده شهداء                                                         |                     | ۱۳۸۶/۱۲/۲۶ | ایلخانی ـ تیموری                   |          |
| ۲۱۸۹۴   | تل مزیدی ۲                    | خرم‌بید | شهرستان خرم بید، بخش مشهد مرغاب، شمال دشت علفی، ۲۰۰ م جنوب تل مزیدی ۱                                                     |                     | ۱۳۸۶/۱۲/۲۶ | هخامنشی                            |          |
| ۲۱۸۹۵   | گورستان تنگ حنا               | خرم‌بید | شهرستان خرم بید، بخش مشهد مرغاب، ابتدای تنگ حنا                                                                           |                     | ۱۳۸۶/۱۲/۲۶ | قرون متاخر اسلامی                  |          |
| ۲۱۸۹۶   | خرفخانه‌های کوه سلیمان         | خرم‌بید | شهرستان خرم بید، بخش مشهد مرغاب، جاده قدیم مشهد مرغاب به پاسارگاد، یک کیلومتری غرب دشت احمد بیگی، برارتفاعات کوه سلیمان   |                     | ۱۳۸۶/۱۲/۲۶ | اشکانی ـ ساسانی                    |          |
| ۲۱۸۹۷   | تل دشت بناب ۳                 | خرم‌بید | شهرستان خرم بید، بخش مشهد مرغاب، دو کیلومتری شمال شرقی کارخانه یک و یک                                                    |                     | ۱۳۸۶/۱۲/۲۶ | قرون میانه و متاخر اسلامی          |          |
| ۲۱۸۹۸   | تل قلعه سرتم                  | خرم‌بید | شهرستان خرم بید، بخش مشهد مرغاب، دهستان شهید آباد، جاده فرعی روستای سرتم، سمت راست جاده                                   |                     | ۱۳۸۶/۱۲/۲۶ | قرون متاخر اسلامی                  |          |
| ۲۱۹۰۸   | تل شهرک                       | خرم‌بید | شهرستان خرم بید، بخش مشهد مرغاب                                                                                           |                     | ۱۳۸۶/۱۲/۲۶ | نوسنگی ـ کالکولتیک                 |          |
| ۲۱۹۰۹   | خرفخانه‌های دیدگان             | خرم‌بید | شهرستان خرم بید، بخش مشهد مرغاب، جاده قدیم قادرآباد به خرم بید، ارتفاعات گردنه دیدگان                                     |                     | ۱۳۸۶/۱۲/۲۶ | اشکانی ـ ساسانی                    |          |
| ۲۳۲۰۷   | تپه غرب تل شهرک               | خرم‌بید | شهرستان خرم بید، بخش مشهد مرغاب، ۱/۵ کیلومتری جنوب غرب شهر قادرآباد، ۷۰۰ م غرب تل شهرک                                    |                     | ۱۳۸۷/۰۶/۱۸ | تاریخی ـ قرون اولیه اسلامی         |          |
| ۲۳۲۰۸   | گورهای توده سنگی تنگ گنجک     | خرم‌بید | شهرستان خرم بید، بخش مشهد مرغاب، کوه‌های جنوب دشت احمد بیگی، شهرقادرآباد، جنوب تنگ گنجک                                    |                     | ۱۳۸۷/۰۶/۱۸ | اشکانی ـ ساسانی                    |          |
| ۲۳۲۰۹   | محوطه غرب مرغاب               | خرم‌بید | شهرستان خرم بید، بخش مشهد مرغاب، شهر قادرآباد، ۱/۵ کیلومتری جنوب غرب مرغاب                                                |                     | ۱۳۸۷/۰۶/۱۸ | پارینه سنگی میانی                  |          |
| ۲۳۲۱۳   | کانال انتقال آب سدهای تنگ حنا | خرم‌بید | شهرستان خرم بید، بخش مشهد مرغاب، دهستان شهید آباد، دو کیلومتری جنوب شرق روستای شهیدآباد                                   |                     | ۱۳۸۷/۰۶/۱۸ | هخامنشی                            |          |
| ۲۳۳۷۰   | گورهای توده سنگی کوه دو زاغون | خرم‌بید | شهرستان خرم بید، بخش مشهد مرغاب، شهر قادر آباد، کوه‌های شرق دشت احمد بیگی قادر آباد، کوه دو زاغون                          |                     | ۱۳۸۷/۰۶/۱۸ | اشکانی ـ ساسانی                    |          |
| ۲۴۱۸۵   | محوطه شرق قادرآباد            | خرم‌بید | شهرستان خرم بید، بخش مشهد مرغاب، دو کیلومتری شرق قادر آباد، ۵۰۰ م غرب لوله گاز سراسری                                     |                     | ۱۳۸۷/۱۰/۱۵ | پارینه سنگی جدید                   |          |